# Río Owaka
El Owaka fluye hacia el sureste a través de The Catlins, un área situada en la parte meridional de la Isla Sur de Nueva Zelanda. Su longitud total es de 30 kilómetros, compartiendo estuario con el río Catlins. Ambos ríos desembocan en el océano Pacífico a la altura de Pounawea, a 28 kilómetros al sur de Balclutha. Su fuente se encuentra en el monte Rosebery, a doce kilómetros al sur de Clinton. La población de Owaka se encuentra cerca de la ribera sur del río. 
- Datos: Q2042572
- Multimedia: Ōwaka River / Q2042572